# Joe Jackson (musiker)
 For alternative betydninger, se Joe Jackson. (Se også artikler, som begynder med Joe Jackson)
Joe Jackson (født 11. august 1954 i Burton-upon-Trent, Staffordshire, England) er en britisk musiker og singer-songwriter, der fik sit gennembrud ved punk- og new wave-bølgen i slutningen af 1970'erne med musik i stil med Elvis Costello og Graham Parker. Han har senere bevæget sig mellem flere forskellige stilarter, bl.a. jazz, reggae og klassisk musik og har endvidere komponeret filmmusik
Jacksons første udgivelse "Is She Really Going Out with Him?" blev et hit i 1979. Herefter fulgte en række singler i new wave-stilen, før han bevægede sig over i en mere jazz-orienteret retning. Han fik et top-10 hit i 1982 med "Steppin' Out". 
Joe Jackson har indspillet 20 studiealbum og er gennem sin karriere blevet nomineret til fem Grammy Awards.

## Diskografi
Studiealbum
- Look Sharp! (1979, A&M)
- I'm the Man (1979, A&M)
- Beat Crazy (1980, A&M)
- Joe Jackson's Jumpin' Jive (1981, A&M)
- Night and Day (1982, A&M)
- Mike's Murder Movie Soundtrack (1983, A&M)
- Body and Soul (1984, A&M)
- Big World (1986, A&M) No. 34 US,
- Will Power (1987, A&M)
- Tucker Original Soundtrack (1988, A&M)
- Blaze of Glory (1989, A&M)
- Laughter & Lust (1991, Virgin)
- Night Music (1994, Virgin)
- Heaven & Hell (1997, Sony)
- Symphony No. 1 (1999, Sony)
- Night and Day II (2000, Sony)
- Volume 4 (2003, Rykodisc)
- Rain (2008, Rykodisc)
- The Duke (2012, Razor & Tie)
- Fast Forward (2015, Caroline Records)

Livealbum
- Big World (1986)
- Live 1980/86 (1988, A&M)
- Laughter & Lust Live (1991 Sharp Practice Inc. ; Warner Music Vision) [Live at State Theatre, Sydney, Australia, 20 september 1991]
- Summer in the City: Live in New York (2000, Sony)
- Two Rainy Nights (2002, Great Big Island)
- AfterLife (2004, Rykodisc)
- Live at the BBC (2009, Spectrum)
- Live Music (2011, Razor & Tie)
- Live in Germany 1980 (2011 Immortal)
- Live at Rockpalast  (2012 Mig Made in Germany Music (Sony Music)

Opsamlingsalbum
- Stepping Out: The Very Best of Joe Jackson (1990)
- Joe Jackson Greatest Hits (1996)
- This Is It! (The A&M Years 1979–1989) – Joe Jackson) (1997, A&M)
- Joe Jackson – Collected (2010, Universal Nashville)